# Чемошур (Ігринський район)
Чемошу́р (рос. Чемошур) — присілок в Ігринському районі Удмуртії, Росія.

## Населення
Населення — 272 особи (2010; 270 в 2002).
Національний склад станом на 2002 рік:
- удмурти — 98 %

## Урбаноніми[3]
- вулиці — Зарічна, Молодіжна, Праці, Центральна, Шкільна